# Yves Delacour
Yves Delacour   (Le Perreux-sur-Marne, 15 de març de 1930 - Férolles-Attilly, 14 de març de 2014) fou un remer francès que va competir durant la dècada de 1950.
El 1956 va prendre part en els Jocs Olímpics d'Estiu de Melbourne, guanyà la medalla de bronze en la prova del quatre sense timoner del programa de rem. Formà equip amb René Guissart, Gaston Mercier i Guy Guillabert.
En el seu palmarès també destaca una medalla de bronze als Jocs del Mediterrani de 1955 en el vuit amb timoner. A nivell nacional va guanyar tres campionats francesos de rem, dos en el vuit amb timoner (1952 i 1955) i un en el quatre sense timoner (1959) i dos de piragüisme (1953 i 1957).